# Fresnoy-la-Rivière
Fresnoy-la-Rivière é uma comuna francesa na região administrativa de Altos da França, no departamento de Oise. Estende-se por uma área de 6,81 km². Em 2010 a comuna tinha 686 habitantes (densidade: 100,7 hab./km²).